# Afropsyche
Afropsyche é um gênero de mariposa pertencente à família Acrolophidae.